# Ricardo Zamora
Ricardo Zamora Martínez (21. leden 1901 – 8. září 1978) byl španělský fotbalista katalánské národnosti, jeden z nejslavnějších brankářů v historii kopané.
Získal stříbrnou medaili na fotbalovém turnaji olympijských her roku 1920 (tehdy šlo o nejvýznamnější mezinárodní fotbalovou soutěž). Na úplném sklonku kariéry hrál i na mistrovství světa v Itálii roku 1934. Federací FIFA byl zpětně zařazen do all-stars tohoto turnaje. Za španělskou reprezentaci celkem odehrál 46 zápasů.
S Realem Madrid se stal dvakrát mistrem Španělska (1931–32, 1932–33).
Mezinárodní federace fotbalových historiků a statistiků (IFFHS) ho vyhlásila 5. nejlepším brankářem 20. století. Italský časopis Guerin Sportivo ho vyhlásil 17. nejlepším fotbalistou 20. století, anglický World Soccer 79. nejlepším, brazilský Placar 82. nejlepším.
Měl přezdívku El Divino.
Po skončení hráčské kariéry se stal trenérem, s Atléticem Madrid (tehdy nesoucím název Atlético Aviación) dvakrát získal španělský titul (1939–40, 1940–41). V letech 1951–1952 trénoval španělský národní tým.